# شهرک هولوگانگا
شهرک هولوگانگا (به لاتین: Huluganga Town) یک منطقهٔ مسکونی در سری‌لانکا است که در استان مرکزی (سری‌لانکا) واقع شده‌است.